# Helmut Roscher
Helmut Roscher (ur. 24 listopada 1917 w Döbeln, zm. 20 sierpnia 1992 w Tybindze) – zbrodniarz nazistowski, SS-Oberscharführer i zastępca Rapportführera w niemieckim obozie koncentracyjnym Buchenwald.
Członek załogi Buchenwaldu od marca 1940 do października 1942. Sprawował tam funkcje: Blockführera, kierownika komanda więźniarskiego i zastępcy podoficera raportowego. Roscher znęcał się nad więźniami, bił ich kijem, kopał i zmuszał do wyczerpujących ćwiczeń. Według zeznań świadków, zdarzyło mu się utopić pięciu więźniów narodowości żydowskiej w obozowej latrynie. Innych katował na śmierć w trakcie apeli.
W procesie załogi obozu (US vs. Josias Prince Zu Waldeck i inni) przed amerykańskim Trybunałem Wojskowym w Dachau początkowo skazany został na karę śmierci przez powieszenie. Wyrok ten komisja rewizyjna zamieniła następnie na dożywotnie pozbawienie wolności, stwierdzając że fakt mordowania przez oskarżonego więźniów nie został w dostateczny sposób udowodniony. Więzienie w Landsbergu Roscher opuścił w połowie lat pięćdziesiątych.